# 鈴木亜美
鈴木 亜美（すずき あみ、1982年2月9日 - ）は、日本の歌手、女優、作詞家、YouTuber。本名同じ。旧芸名、鈴木 あみ（読み同じ）。愛称はあみ〜ゴ、亜美ちゃん。極度の激辛好きが世間に知られたことで、激辛アミーゴ、カラミーゴと言った別称も付けられている。エイベックス・マネジメント所属、レコード会社はavex trax。身長159cm、血液型A型。神奈川県座間市出身。日出女子学園高等学校卒業。

## 来歴

### 1998年 - 2001年：ソニー時代
1998年2月、『ASAYAN』（テレビ東京）の『ヴォーカリストオーディション・ファイナル』の最終電話投票審査で304万140票中80万2157票を集め1位となり、小室哲哉のプロデュースでの歌手デビューが決定。同年4月、番組内でSMEJの丸山茂雄代表取締役社長の許へ小室と訪ね、丸山はその場で同社からのCDリリースを快諾。所属事務所は1997年まで小室のマネジメントを担当したエイベックス子会社のプライムディレクション（現:エイベックス・ライヴ・クリエイティヴ）内「TKルーム」のマネージャーが設立したサテライトポイントグループのエージーコミュニケーション に決まった。小室の提案により本名の鈴木亜美ではなく、芸名「鈴木あみ」となった。
1998年7月1日にSMEJ Associated RecordsのSony Recordsレーベルからシングル『love the island』でCDデビュー。「あみ〜ゴ」（＝アミーゴ）の愛称で若者から人気を集め一躍アイドルとなった。また、同シングルはオリコン集計では28万枚以上の売上を記録するヒットとなった。その後、9月発売の2ndシングル『alone in my room』は35万枚、11月発売の3rdシングル『all night long』は39万枚、12月発売の4thシングル『white key』は50万枚と立て続けにリリースを重ね、徐々に人気とセールスが上昇。年末には数多くの新人賞を獲得。
1999年1月25日にワニブックスから写真集『amigo』を発売、徹夜組500人を含め5000人のファンが銀座福家書店に握手を求めて集まった。写真集は発売から6日で早くも20万部を突破する異例の売れ行きとなった。2月発売の5thシングル『Nothing Without You』からレコードレーベルをSMEJ Associated Records内のTRUE KiSS DiSCに移籍した。 週刊ファミ通 1999年4月30日号の表紙を飾った。
1999年3月6日に発売したファーストライブのチケットは数分で完売。3月25日発売のファーストアルバム『SA』は、オリコン集計で初のミリオンセラーとなり、約250万枚の大ヒットを記録。同年7月に発売された7thシングル『BE TOGETHER』は、当時ライバル関係と騒がれたブレイク中の浜崎あゆみの「Boys & Girls」を抑え、初の1位を獲得・シングルでは自身最大の87万枚のセールスとなった。続く9月発売の『OUR DAYS』でもオリコン週間ランキング1位を獲得。年末の第50回NHK紅白歌合戦に『BE TOGETHER』で初出場を果たした 。また、同年3月17日発売の6th「Don't leave me behind」と 12月22日発売の9th「HAPPY NEW MILLENNIUM」は共作ながらも本人による初作詞であり、作詞家としてもデビュー。当時、小室ファミリーが解体する中で小室哲哉プロデュースでヒットを連発した最後のアイドルであった。
2000年2月発売のセカンドアルバム『infinity eighteen vol.1』もミリオンセラーを記録。3月にライブツアーの合間を縫って高校を卒業した。4月に発売したシングル『THANK YOU 4 EVERY DAY EVERY BODY』もオリコンで1位となり、連続リリースのサードアルバム『INFINITY EIGHTEEN Vol.2』は2位となった。夏に全国アリーナツアーを果たし、NHK総合テレビのドラマ『ドラマDモード深く潜れ〜八犬伝2001〜』でテレビドラマに初主演するなど活動の幅を広げた。

### 2001年 - 2002年：活動休止
1999年7月、エージーコミュニケーション（以下、エージー）の社長が経営コンサルタント会社ネオギルドから他の芸能事務所と共に法人税の脱税指南を受けたとして、同社に対して東京国税局国税専門官の査察が行われる。これを受け、エージーの社長は脱税が公になった時の所属タレントの風評被害を躱す意図から専属契約部分を系列会社のミュージック・トライブへ名目上移籍させ、1999年10月から専属契約を締結した（後の訴訟での陳述で公にされた）。2000年2月に脱税指南をした経営コンサルタントが逮捕され、東京国税局は2000年3月にエージー社長らを東京地方検察庁へ告発。同年7月にエージーの社長らが法人税法違反（法人所得の過少申告により約2億5千万円脱税）容疑で逮捕される事件となった（2001年に執行猶予付有罪判決が確定）。これにより芸能活動で多忙を極めた鈴木側と芸能事務所の間に大きな溝が生まれ、2000年10月26日に鈴木の父は専属契約を更新しない旨通告した。
2000年12月には脱税事件により信頼関係が崩壊したとして、所属事務所でマネジメント契約を結んだエージーコミュニケーションおよび専属契約を結んだミュージックトライブに対して「契約終了の確認」とレコード会社や広告代理店などから事務所に支払われた大もとの「契約出演料明細の交付」を求め、鈴木本人と親権者である両親が東京地裁に民事訴訟を提起した（委任契約終了確認等請求事件。当時鈴木は18歳で未成年であった為）。
訴訟提起後もデジタルドリームライブ・第51回NHK紅白歌合戦や鈴木あみのアイドルダウンロードショーなどの出演はこなしたものの、主演が内定していた2001年4月からのテレビドラマ『新・星の金貨』は降板し、出演者変更のため2話分短縮（放送開始繰り下げ）される事態が発生した（訴訟で『新・星の金貨』は事務所がレコード会社と勝手にオファーを受けたなどと代理人が陳述）。小室はエージー社長と懇意にしていたこともあり、小室が紆余曲折を経てエイベックスに所属するまでは音楽上の関わりあいが断たれることになった。マスメディアからは独立騒動（お家騒動）と受け止められていたが、2001年3月8日の日刊スポーツは一面で鈴木の引退危機に追い込まれていた事を報じていた。CMなどの出演契約が満了した2001年4月以降は出演契約の締結・更新など芸能活動が不可能となり、実質引退状態に追い込まれることとなった。この時点では所属契約は解除されていないため、CD・ビデオや書籍は廃盤・絶版扱いにはならず、従来通り商品の入手が可能であった。
この事態を受けて、2001年3月末にファンはインターネット上でデビュー曲である『love the island』を大量に購入し、オリコンにランクインさせるという行動を呼びかけた。オリコンチャートトップ10にこそランクインしなかったものの、その活動を受けてTRUE KiSS DiSC（SMEJ）は2001年5月末に急遽ベスト・アルバム『FUN for FAN』を発売。オリコンアルバムチャート1位を記録した。また、同時にファンサイト内で鈴木の復帰を求める署名活動も実施。国内だけでなく、台湾からも多くの署名が集められた。
しかしながら、SMEJとの専属実演家契約はプロミュージシャンでは慣例となっている芸能プロダクション（エージーコミュニケーション・ミュージックトライブ）を交えた三面契約で締結していた（CDのギャランティーは芸能プロダクションに支払われ、経費を差し引いてアーティストに渡される）ことから、『FUN for FAN』発売後の同年6月にSMEJに対しても所属事務所と同様の「契約終了の確認」および「実演家印税の支払い・明細の交付」を求めて新たに東京地裁へ民事訴訟を提起した（専属実演家契約終了確認等請求事件）。この訴訟では『FUN for FAN』発売はレコード会社によって勝手に行われ、売上に対する印税を受け取っていないと鈴木側は主張している（SMEJは所属事務所に支払っていると主張）。
2001年7月18日、委任契約終了確認等請求事件の判決で、東京地裁（金井康雄裁判長）はエージーコミュニケーション、ミュージックトライブとの「契約終了」については鈴木側の主張を認め、「明細の開示」については認めないとした。上告しなかったことから所属事務所との契約終了については確定。法的上、歌手以外の活動は事務所から独立してフリーランスになった。しかしSMEJとの訴訟は係争中のままであり、受け入れる新たな事務所も無く、芸能活動は停止したままとなった。なお、一連の訴訟には鈴木本人は姿を見せなかった。
2002年1月6日、女性週刊誌・スポーツ紙の記事で小室哲哉繋がりで吉本興業に所属し、春を目処にR and C JapanからCD発売と報じられた。2月には林裕章吉本興業社長が契約交渉を詰めている事を認めたが、4月15日の吉本新喜劇の記者会見後の取材で鈴木側の弁護士と話がつかないとして静観していると発言し、自然消滅となった。

### 2002年 - 2004年：個人事務所 「AMITY」 発足
2002年7月18日発売の週刊文春7月25日号のグラビアコーナー「原色美女図鑑」に前触れなく突如として登場し、記事上で写真集を発売することを急遽発表。事前告知はされなかったためスポーツ紙での後追い取材のみとなったが、グラビアから抜粋した顔写真が掲載された。そして7月25日に写真集『亜美'02夏』が発売される。発売イベントは一切行われず、週刊誌以外のマスコミ媒体には一切姿を出さなかった。
11月14日、家族・親戚との共同制作で公式サイト"ami-suzuki.com"を開設（2005年にavexに移行）。開設からの2日間で約20万を超えるアクセスが集中したと、公式サイトを通じて亜美本人のコメントも出された。突如として出現した公式サイトに、当時復活を待ち望んでいたファンは歓喜した。開設日は亜美の実兄の誕生日であり、その日をあえて"記念するサイト開設日"にあてたと亜美本人の談話も発表された。12月24日発売の週刊朝日でのインタビューで、本名の「鈴木亜美」名義で活動すると宣言した。
2003年3月28日、専属実演家契約終了確認等請求事件の判決で東京地裁（菅野博之裁判長）は、“マネジメント契約の失効により三面契約も当然に失効する”として、SMEJおよびソニー・ミュージックアソシエイテッドレコーズ（TRUE KiSS DiSCを2001年10月のSMEJ分社化により承継した）との契約終了を認め、一方で印税などの請求については棄却とした。しかしSMEJ・SMARは不服として上告する。
9月12日に公式サイト上にAIIのプラットフォームを用いた有料のファンサイト「AMI SAFARI」を開設。本人がDJを務めるインターネットラジオなどが定期的に制作され、近況を窺い知れるようになった。9月25日に文藝春秋からDVD付き写真集『ami book』を発売。実に2年半ぶりに「動く」鈴木亜美がDVD映像を通じてメディアに流れることとなったが、イベントやテレビに直接出ることはなかった。
同11月4日、SMEJおよびSMARとの訴訟が和解により終結。和解内容は非公表であるが、関係者筋によればSMEJ・SMARとの契約は継続していることを双方が確認する内容であったと報道されている。このため、TRUE KiSS DiSC（発売元:SMAR）のタイトルは廃盤にされなかった。以後、本格的に歌手活動再開に向け動き出すこととなった。
2004年4月22日、文藝春秋から新曲シングルと写真集『強いキズナ』をセットで発売。出版社から書籍扱いでの発売となったのはレコード会社と未契約のためである。このシングル・写真集は、トーハンの2004年4月27日付ベストセラーランキング・単行本ノンフィクション部門で1位になり、最終的に15万部以上を売り上げた。5月11日にHMV渋谷店でインストアライブを開催し、3年1ヶ月ぶりに歌手として公の場に姿を見せることになった。
8月11日にシングル『FOREVER LOVE』をインディーズレーベル「AMITY」から発売（インディーズとしてCDセールスチャート対象となる）。HMV渋谷にて再びインストアライブを敢行。神宮外苑花火大会よりライブ活動を再開する。その後、学園祭ツアーの全国巡回、12月4日から出身地の神奈川県座間市よりライブツアー『AMI's LOVE FOR YOU-LIVE』を行う。11月17日に神宮外苑花火大会のライブ映像を収めた「2004 SUMMER FLY HIGH -ami shower-」をAMITYから発売。また、12月30日に新宿厚生年金会館でのライブツアー最終公演にて、翌1月からエイベックスに移籍して活動することを発表した。

### 2005年 - 2016年：エイベックス移籍
2005年1月1日より松浦勝人のプロデュースを受け、所属事務所を現在のエイベックス・マネジメントに移籍。2月に移籍第一弾楽曲『Hopeful』が配信限定で発売、そして3月には5年ぶりのメジャー復帰シングル『Delightful』をavex traxレーベルより発売し、オリコン初登場3位を記録。またシングルを3枚発売後、10月12日には実に5年半ぶりエイベックス移籍後初となるオリジナル・アルバム『AROUND THE WORLD』を発売し、オリコンチャート初登場5位を記録。同年には、日本のエイベックスアーティストツアーで行われたa-nationに初参加。年末には2000年以来となる5年ぶりに第56回NHK紅白歌合戦に返り咲き出場し、「Delightful」を披露した。
2006年2月8日発売の6thシングル『Fantastic』が、読売テレビのアニメ『ブラック・ジャック』のオープニング曲に採用。同年7月、大塚愛の楽曲提供による8thシングル『Like a Love?』を発売。8月にエイベックス主催の夏フェスツアー「a-nation」でトップバッターを務めた。さらに、10月公開された『虹の女神 Rainbow Song』にで初の映画出演。同年12月にはディズニー映画の2曲をカバーした。
2007年2月、アーティストとのコラボレーション企画「join」を開始。2007年2月から2008年1月まで、Buffalo Daughter、THC!!、キリンジ、中田ヤスタカ、SUGIURUMNとのコラボレーションシングル、およびアルバム『CONNETTA』『DOLCE』が発売。
2008年1月4日から放送のテレビ朝日スペシャルドラマ『おいしいデパ地下』では主演を果たす。同年7月1日にデビュー10周年を迎え、7月と9月には中田ヤスタカプロデュースによる記念シングル『ONE』、『can't stop the DISCO』を発売し、そして11月12日には同じく中田の全面サウンドプロデュースアルバム『Supreme Show』を発売。7月15日に開催された『ONE』の発売記念パーティにて、初めてDJプレイを行い、DJとして活動を開始。また、エイベックス20周年ミュージカル『ココロノカケラ』に出演し、11月からは『愛の劇場・ラブレター』に主演した。
2009年8月7日から9月27日まで、ミュージカル『ブラッド・ブラザーズ』（シアタークリエ）に出演。主役の双子の恋人役で、初キスシーンに挑戦。10月28日にアナンダ・プロジェクトのカヴァー曲『KISS KISS KISS』やFantastic Plastic Machineの田中知之サウンドプロデュース曲などを収録したニューシングル『KISS KISS KISS』を発売。トヨタの新型車X“202”、ハウスイベント「HOUSE NATION」とのトリプルコラボイベントと銘打ったツアー『X“202” presents “HOUSE NATION × Ami Suzuki” Tour』を開催。DJとしても、外国ツアーで2009年に台湾、2010年にオーストラリアに行った。
2010年1月23日から31日まで、ミュージカル『King of the Blue』（ル・テアトル銀座）に出演。物語の中心人物・蒼龍役を演じた。3月6、7日に、さいたまスーパーアリーナで行われる史上最大級の戦国イベント『KOEI Presents 戦国武将祭』にDJ KOO(TRF)とmotsu（m.o.v.e）がこのイベントのために期間限定のスペシャルユニット「Phoenix 2:00AM」を結成し、本人がフィーチャリングヴォーカルとして参加。
2011年2月9日、29歳の誕生会・バースデーライブ「Ami Suzuki 29th Anniversary Live」をニコニコ動画で生放送で配信。10月から翌年6月にかけてはくらしのサプリ!集合!鈴木三姉妹にレギュラー出演。また、舞台『ジンギスカン -わが剣 熱砂に染めよ-』ではヒロイン・カルカ姫役を演じた。
2012年2月 - 3月にかけて自身初となるディナーショーツアーを実施。また、7月13日には自身がホストとなりラウンジパーティ「who's shining??」を開催。9月にはミュージカル「走れメロス」に出演した。同年12月7日、エイベックス移籍後初のベストアルバム「Ami Selection」を発売。10年ぶりに再び小室哲哉とスタジオで会い、ソニー時代のシングル曲のセルフカバーを収録。
2013年2月6日、ミニアルバム「Snow Ring」を発売。「ESSE」4月号より「鈴木亜美の簡単! 100 文字! おつまMINI!」を連載開始（同年12月号連載の9回で終了）。8月15日「avex beach paradise」にて「HOLLA あみーゴ!」を1日限定オープン。オリジナル料理やESSEに掲載した料理を販売。9月11日にSMEJが『SA』と『Infinity eighteen vol.1』が名盤復刻シリーズとしてデジタルリマスタリングを施しBlu-spec CD2として再発売。9月25日にデビュー15周年企画として山梨県とのタイアップにより、「1と5」の日本語読みにかけてイチゴのハウス栽培を山梨県笛吹市石和町内のイチゴ栽培園で開始。同日に山梨県庁の横内正明県知事を表見訪問し「フルーツ王国やまなし」について会談。10月には「鈴木亜美いちご制作スタッフ」によるFacebookページを開設した。
2014年1月18日、抽選で選ばれたファンクラブ会員40名がいちご狩りツアーとして同栽培園に現地入りしたその場で、山梨県から「食のやまなし大使」に任命される。鈴木が栽培したイチゴを「いち〜ご」の商品名で限定発売するなど、山梨県産食材のPR活動を今後展開する予定である。2014年6月4日、デビュー15周年記念シングル「graduation」を配信限定で発売。本作では小室哲哉がサウンドプロデュースを担当、14年振りの参加作品である。2014年10月3日、ニッポン放送にて新保友映と司会するラジオ番組「ニッポン食紀行」が放送開始。2016年7月18日、フジテレビにて放送される音楽番組『FNSうたの夏まつり～ 海の日スペシャル～』で初めてテレビで小室哲哉と演奏、「BE TOGETHER」を歌唱。

### 2016年 - 現在 ： 結婚・出産
2016年7月3日、7歳年下の会社員の一般人男性と同月1日に結婚したこと、妊娠3ヶ月であることをそれぞれ発表した。
2017年1月12日、第1子男児を出産。2017年５月１日、愛知県のラグーナ蒲郡で行われたライブ「ユニオンカーニバル」で妊娠後第一弾ライブとなった。7月16日、東京・お台場に行われた「ODAIBA DANCE MUSIC FESTIVAL SANCTUARY 2017」にDJ KOOのセットの途中でサープライスゲストとして出演し「BE TOGETHER」をパーフォーム。
2015年1月6日、日本テレビ系のバラエティ番組『徳井と後藤と麗しのSHELLYが今夜くらべてみました』でフードアナリスト2級に合格したことが発表され、芸能人で取得したのは初めてとなる。現在、往々にして料理番組に出演し、社会的ネットワークで料理について情報を投稿し多方面で活躍中。2017年5月18日、自身初となるレシピ本「かわいい妊婦の安産レシピ」（小学館）を発表。
2019年10月12日、第2子の妊娠が明らかになる。同日放送の日本テレビ系連続ドラマ『俺の話は長い』第1話の中で、鈴木が第2子を妊娠したという現実のニュースが番組内のラジオから流されるという異色の形で公表された。
2020年2月17日、第2子男児を2月15日に出産したことを自身のインスタグラムで発表した。

2021年1月17日、激辛をテーマにしたYouTubeチャンネル『あみーゴTV』を開設。現在「歌手」というかつての肩書きについては本人が「"歌手"って書かれたら恥ずかしいですね（笑）。たしかに自分の立ち位置はちょっと不思議だなと思いつつ、"激辛女王"は、胸を張って名乗ってもいいのかなと思ってます」とコメントした。2021年9月、台湾映画『初めての珈琲～第一杯珈琲～』の主題歌に決定した自ら作詞を手掛けた5年ぶりのオリジナル楽曲「Drip」を発表し、9月6日にYoutubeチャンネルに12年ぶりのミュージックビデオを公開した。
2022年2月26日、11年ぶりのワンマンライブ『Ami Suzuki Birthday Live "超激辛40倍"』を開催。当初は2月11日に開催の予定だったが、鈴木が新型コロナウイルスの濃厚接触者に該当することが判明したため延期された。 
2022年4月5日、第3子を妊娠していることを自身のインスタグラムで報告した。8月15日、第3子女児を出産したことを翌16日に自身のインスタグラムで報告した。
2022年12月25日、同じ事務所に所属する後藤真希とのコラボレーションクリスマスライブ『鈴木亜美 後藤真希 Xmas Talk & Live 2022』を開催。
2023年7月1日にデビュー25周年を記念して、TeddyLoidのプロデュースによる楽曲「I just feel good」を配信限定でリリースし、25周年記念ライブ『Ami Suzuki 25th Anniversary Live ～Let's Party～』を開催。

## 人物
- 幼少時代は6畳二間の社宅で家族5人暮らしで非常に貧しい生活を強いられ、衣類などはほとんどが近所や祖母などからのお下がりでセーターは母親の手編みで何年も着られるよう大きめのサイズで作られていたものを着ていた。
- デビュー前からglobeやTRF等のいわゆる小室ファミリーの楽曲に影響を受けており、度々それ等の楽曲を聴いていたと言う。なおファイナルオーディションでは合格者決定までプロデューサーが明かされない形であり決定後スタジオにて小室ということが発表された。その他、前述の小室ファミリーの楽曲以外では工藤静香や小林明子等も好んで聴いていた。
- 中学生時代はシャンプーやミー&マイ、スキャットマン・ジョンなど、当時流行していた洋楽の楽曲をよく聴いていたという[29]。
- 小室は鈴木の事を「職人を煽るような面を持っていて、鈴木と組んだら新曲を作るスピードも自然と上がった」[30]「僕の手掛ける最後の『普通の女の子』だろうなという予感があった。歌の特訓には全く付き合わなかった」「『ASAYAN』でモーニング娘。という軍団に一人で対抗していた。そりゃそそられますよね、オタクの人達は。そういう意味では『早すぎたアキバ系アイドル』だった」[31]と評している。実際鈴木は多忙だった小室と殆ど接点を持てず、鈴木と小室がスタジオで共同作業したことは名前は明かされていないが、ある1曲をレコーディングする時だけだった。鈴木は「ブースに入って1小節を聞いて覚えて歌う。それの繰り返し。完成した曲を聴いたことはなかった」と振り返っている[32]。
- 趣味・特技は料理で、自身のブログに於いてレシピの画像がよく掲載されている他、2012年5月にはフードアナリスト3級を、2015年1月にはフードアナリスト2級の資格を取得している。本人自身、「将来は飲食店のプロデュースもやりたい」等と意思表明している。芸能界に於いてフードアナリスト2級の資格を取得しているのは鈴木が初となった。
- 日本人でもトップクラスと言えるほどの激辛マニアであり[33]、タバスコ24本入りを箱買いし、大量消費するような毎日を送っている。鈴木は幼少時代から豆板醤やキムチ等を日常的に食していた程の激辛好きである。激辛好きの度合いとしては、病院送りになる客が現れるほどに辛いメニューを隠し味を楽しみながら軽々と完食してしまう水準にある[34]。更に、Instagramでも激辛アミーゴ(@gekikaraamigo)というアカウントを開設し、大量の唐辛子が投入された料理の写真をアップし続ける[35] など、全く疑いようがないほど筋金入りであることを示している。
- 犬も猫も好きで双方の動物を数匹ずつ飼っており、いわゆる愛犬家であると同時に愛猫家でもあり、自身のブログに於いても公開される事がある。
- 宇多田ヒカル、深田恭子や篠原ともえ等と親交が深く、特に篠原とはテレビ番組で鈴木と共演して以来親交が深まっている。
- 両親は鈴木と同じ2月生まれである。母親は横浜市で「酒楽」という居酒屋を経営している。
- 兄と妹の3人兄妹。兄はエイベックスグループの社員としてプロモーションユニットのユニット責任者などを歴任し現在は同じユニットの課長職として勤務する鈴木大輔[注 1]。
- 愛称である「アミーゴ」の名付け親は小学3年生の時の担任の先生[36]。
- 小学生の時は習い事として算盤や少林寺拳法をしており、中高生の時には陸上部に所属していた。
- 結婚相手との出会いは友人と一緒に[37]シンガポール旅行をしていた際にバーでナンパされたことがきっかけで交際に発展し、結婚に至った。相手は芸能界に興味はなく、鈴木の存在すら知らない状態であった[38]。

## 作品

### シングル
| 枚                                              | 発売日                                          | タイトル                                        | 販売形態                                        | 規格品番                                        | オリコン 最高位                                 | 初収録アルバム                                  |                                                 |                                                 |                                                 |
| 鈴木あみ名義 - SMEJ Associated Records レーベル | 鈴木あみ名義 - SMEJ Associated Records レーベル | 鈴木あみ名義 - SMEJ Associated Records レーベル | 鈴木あみ名義 - SMEJ Associated Records レーベル | 鈴木あみ名義 - SMEJ Associated Records レーベル | 鈴木あみ名義 - SMEJ Associated Records レーベル | 鈴木あみ名義 - SMEJ Associated Records レーベル | 鈴木あみ名義 - SMEJ Associated Records レーベル | 鈴木あみ名義 - SMEJ Associated Records レーベル | 鈴木あみ名義 - SMEJ Associated Records レーベル |
| ----------------------------------------------- | ----------------------------------------------- | ----------------------------------------------- | ----------------------------------------------- | ----------------------------------------------- | ----------------------------------------------- | ----------------------------------------------- | ----------------------------------------------- | ----------------------------------------------- | ----------------------------------------------- |
| 1st                                             | 1998年7月1日                                    | love the island                                 | 8センチCD                                       | AIDT-5005                                       | 5位                                             | SA                                              |                                                 |                                                 |                                                 |
| 2nd                                             | 1998年9月17日                                   | alone in my room                                | CD                                              | AICT-1019                                       | 3位                                             | SA                                              |                                                 |                                                 |                                                 |
| 3rd                                             | 1998年11月5日                                   | all night long                                  | CD                                              | AICT-1033                                       | 2位                                             | SA                                              |                                                 |                                                 |                                                 |
| 4th                                             | 1998年12月16日                                  | white key                                       | CD                                              | AICT-1034                                       | 2位                                             | SA                                              |                                                 |                                                 |                                                 |
| 鈴木あみ名義 - TRUE KiSS DiSC レーベル          |                                                 |                                                 |                                                 |                                                 |                                                 |                                                 |                                                 |                                                 |                                                 |
| 5th                                             | 1999年2月17日                                   | Nothing Without You                             | CD                                              | AICT-1039                                       | 3位                                             | SA                                              |                                                 |                                                 |                                                 |
| 6th                                             | 1999年3月17日                                   | Don't leave me behind/Silent Stream             | CD                                              | AICT-1048                                       | 3位                                             | SA                                              |                                                 |                                                 |                                                 |
| 7th                                             | 1999年7月14日                                   | BE TOGETHER                                     | CD                                              | AICT-1063                                       | 1位                                             | infinity eighteen vol.1                         |                                                 |                                                 |                                                 |
| 7th                                             | 1999年8月25日                                   | BE TOGETHER                                     | アナログ盤                                      | AIJT-5035                                       | 1位                                             | infinity eighteen vol.1                         |                                                 |                                                 |                                                 |
| 8th                                             | 1999年9月29日                                   | OUR DAYS                                        | CD                                              | AICT-1137                                       | 1位                                             | infinity eighteen vol.1                         |                                                 |                                                 |                                                 |
| 9th                                             | 1999年12月22日                                  | HAPPY NEW MILLENNIUM                            | CD                                              | AICT-1190                                       | 2位                                             | infinity eighteen vol.1                         |                                                 |                                                 |                                                 |
| 10th                                            | 2000年1月26日                                   | Don't need to say good bye                      | CD                                              | AICT-1150                                       | 5位                                             | infinity eighteen vol.1                         |                                                 |                                                 |                                                 |
| 11th                                            | 2000年4月12日                                   | THANK YOU 4 EVERY DAY EVERY BODY                | CD                                              | AICT-1222                                       | 1位                                             | INFINITY EIGHTEEN Vol.2                         |                                                 |                                                 |                                                 |
| 12th                                            | 2000年9月27日                                   | Reality/Dancin' in Hip-Hop                      | CD                                              | AICT-1280                                       | 3位                                             | FUN for FAN                                     |                                                 |                                                 |                                                 |
| 鈴木亜美名義 - インディーズ                     |                                                 |                                                 |                                                 |                                                 |                                                 |                                                 |                                                 |                                                 |                                                 |
|                                                 | 2004年4月22日                                   | 強いキズナ                                      | ミニ写真集+CD                                   | R-0430834TP                                     | –                                               | Ami Selection                                   |                                                 |                                                 |                                                 |
| 2004年8月11日                                   | FOREVER LOVE                                    | CD                                              | AMICD-0001                                      | 21位                                            | N/A                                             |                                                 |                                                 |                                                 |                                                 |
| 鈴木亜美名義 - avex trax レーベル               |                                                 |                                                 |                                                 |                                                 |                                                 |                                                 |                                                 |                                                 |                                                 |
| 13th                                            | 2005年3月24日                                   | Delightful                                      | CD+イラストエッセイ『a☆POP』                    | AVCD-30706                                      | 3位                                             | AROUND THE WORLD                                |                                                 |                                                 |                                                 |
| 13th                                            | 2005年3月24日                                   | Delightful                                      | CD+フォトブック『a☆PHOTO』                      | AVCD-30707                                      | 3位                                             | AROUND THE WORLD                                |                                                 |                                                 |                                                 |
| 13th                                            | 2005年3月24日                                   | Delightful                                      | CD+DVD                                          | AVCD-30708/B                                    | 3位                                             | AROUND THE WORLD                                |                                                 |                                                 |                                                 |
| 13th                                            | 2005年3月24日                                   | Delightful                                      | CD                                              | AVCD-30709                                      | 3位                                             | AROUND THE WORLD                                |                                                 |                                                 |                                                 |
| 14th                                            | 2005年5月25日                                   | Eventful                                        | CD+DVD                                          | AVCD-30713/B                                    | 9位                                             | AROUND THE WORLD                                |                                                 |                                                 |                                                 |
| 14th                                            | 2005年5月25日                                   | Eventful                                        | CD                                              | AVCD-30714                                      | 9位                                             | AROUND THE WORLD                                |                                                 |                                                 |                                                 |
| 15th                                            | 2005年8月17日                                   | ねがいごと                                      | CD+DVD                                          | AVCD-30774/B                                    | 13位                                            | AROUND THE WORLD                                |                                                 |                                                 |                                                 |
| 15th                                            | 2005年8月17日                                   | ねがいごと                                      | CD                                              | AVCD-30775                                      | 13位                                            | AROUND THE WORLD                                |                                                 |                                                 |                                                 |
| 16th                                            | 2005年10月12日                                  | AROUND THE WORLD                                | CD                                              | AVCD-30852                                      | 19位                                            | AROUND THE WORLD                                |                                                 |                                                 |                                                 |
| 17th                                            | 2005年12月7日                                   | リトル クリスタル                               | CD+DVD                                          | AVCD-30872/B                                    | 22位                                            | CONNETTA                                        |                                                 |                                                 |                                                 |
| 17th                                            | 2005年12月7日                                   | リトル クリスタル                               | CD                                              | AVCD-30873                                      | 22位                                            | CONNETTA                                        |                                                 |                                                 |                                                 |
| 18th                                            | 2006年2月8日                                    | Fantastic                                       | CD+DVD                                          | AVCD-30920/B                                    | 14位                                            | CONNETTA                                        |                                                 |                                                 |                                                 |
| 18th                                            | 2006年2月8日                                    | Fantastic                                       | CD                                              | AVCD-30921                                      | 14位                                            | CONNETTA                                        |                                                 |                                                 |                                                 |
| 18th                                            | 2006年2月8日                                    | Fantastic                                       | CD - 期間限定生産盤                             | AVCD-30922                                      | 14位                                            | CONNETTA                                        |                                                 |                                                 |                                                 |
| 19th                                            | 2006年5月17日                                   | Alright!                                        | CD+DVD                                          | AVCD-30951/B                                    | 17位                                            | CONNETTA                                        |                                                 |                                                 |                                                 |
| 19th                                            | 2006年5月17日                                   | Alright!                                        | CD                                              | AVCD-30952                                      | 17位                                            | CONNETTA                                        |                                                 |                                                 |                                                 |
| 20th                                            | 2006年7月26日                                   | Like a Love?                                    | CD+DVD                                          | AVCD-31040/B                                    | 23位                                            | CONNETTA                                        |                                                 |                                                 |                                                 |
| 20th                                            | 2006年7月26日                                   | Like a Love?                                    | CD                                              | AVCD-31041                                      | 23位                                            | CONNETTA                                        |                                                 |                                                 |                                                 |
| 21st                                            | 2008年7月2日                                    | ONE                                             | CD+DVD                                          | AVCD-31435/B                                    | 17位                                            | Supreme Show                                    |                                                 |                                                 |                                                 |
| 21st                                            | 2008年7月2日                                    | ONE                                             | CD                                              | AVCD-31436                                      | 17位                                            | Supreme Show                                    |                                                 |                                                 |                                                 |
| 22nd                                            | 2008年9月24日                                   | can't stop the DISCO                            | CD+DVD                                          | AVCD-31482/B                                    | 17位                                            | Supreme Show                                    |                                                 |                                                 |                                                 |
| 22nd                                            | 2008年9月24日                                   | can't stop the DISCO                            | CD                                              | AVCD-31483                                      | 17位                                            | Supreme Show                                    |                                                 |                                                 |                                                 |
| 23rd                                            | 2009年2月25日                                   | Reincarnation                                   | CD+DVD                                          | AVCD-31557/B                                    | 42位                                            | Ami Selection                                   |                                                 |                                                 |                                                 |
| 23rd                                            | 2009年2月25日                                   | Reincarnation                                   | CD                                              | AVCD-31558                                      | 42位                                            | Ami Selection                                   |                                                 |                                                 |                                                 |
| 24th                                            | 2009年10月28日                                  | KISS KISS KISS/aishiteru...                     | CD+DVD                                          | AVCD-31698/B                                    | 28位                                            | Ami Selection                                   |                                                 |                                                 |                                                 |
| 24th                                            | 2009年10月28日                                  | KISS KISS KISS/aishiteru...                     | CD                                              | AVCD-31699                                      | 28位                                            | Ami Selection                                   |                                                 |                                                 |                                                 |

#### コラボレーション・シングル
| 枚  | 発売日         | 商品名                      | アーティスト                           | 販売形態   | 規格品番     | オリコン 最高位 | 初収録アルバム |
| --- | -------------- | --------------------------- | -------------------------------------- | ---------- | ------------ | --------------- | -------------- |
| 1st | 2007年2月28日  | O. K. Funky God             | 鈴木亜美 joins Buffalo Daughter        | CD         | AVCD-31189   | 47位            | CONNETTA       |
| 2nd | 2007年3月7日   | Peaceお届け!!♡              | 鈴木亜美 joins THC!!                   | CD         | AVCD-31190   | 46位            | CONNETTA       |
| 3rd | 2007年3月14日  | それもきっとしあわせ        | 鈴木亜美 joins キリンジ                | CD         | AVCD-31191   | 39位            | CONNETTA       |
| 4th | 2007年8月22日  | FREE FREE/SUPER MUSIC MAKER | 鈴木亜美 joins 中田ヤスタカ（capsule） | CD+DVD     | AVCD-31235/B | 32位            | DOLCE          |
| 4th | 2007年8月22日  | FREE FREE/SUPER MUSIC MAKER | 鈴木亜美 joins 中田ヤスタカ（capsule） | CD         | AVCD-31236   | 32位            | DOLCE          |
| 4th | 2007年8月29日  | FREE FREE/SUPER MUSIC MAKER | 鈴木亜美 joins 中田ヤスタカ（capsule） | アナログ盤 | RR12-88494   | 32位            | DOLCE          |
| 5th | 2007年11月28日 | Potential Breakup Song      | 鈴木亜美 joins Aly & AJ                | CD+DVD     | AVCD-31326/B | 34位            | DOLCE          |
| 5th | 2007年11月28日 | Potential Breakup Song      | 鈴木亜美 joins Aly & AJ                | CD         | AVCD-31327   | 34位            | DOLCE          |

#### その他のシングル
| 発売日         | タイトル                    | 規格品番   | 備考                                   |
| -------------- | --------------------------- | ---------- | -------------------------------------- |
| 2005年11月19日 | Happiness is...             | AQC1-50166 | 『スヌーピーライフデザイン展』会場限定 |
| 2024年11月3日  | BE TOGETHER/love the island | AQJD-77662 | 7インチアナログ (初回生産限定)         |

#### 配信限定曲
| 発売日         | タイトル                              | 備考                                                     |
| -------------- | ------------------------------------- | -------------------------------------------------------- |
| 2005年2月9日   | Hopeful                               | エイベックス移籍第一弾楽曲。未CD化                       |
| 2005年4月13日  | Eventful (Bulldozer Remix)            |                                                          |
| 2005年6月20日  | For yourself                          |                                                          |
| 2006年12月20日 | Zip-a-Dee-Doo-Dah                     | ディズニーアニメ映画『南部の唄』テーマソングのカヴァー   |
| 2006年12月20日 | 美女と野獣                            | ディズニーアニメ映画『美女と野獣』テーマソングのカヴァー |
| 2011年7月29日  | love the island (new ver.)            | デビューシングルの新録ヴァージョン                       |
| 2014年6月4日   | graduation                            | デビュー15周年記念ソング                                 |
| 2016年4月1日   | パンパカパンツ WHAT YA WHAT YA ロック | テレビアニメ『パンパカパンツ WおNEW!』主題歌             |
| 2023年7月1日   | I just feel good                      | TeddyLoidプロデュース                                    |

### アルバム

#### フル・アルバム
| 枚                                     | 発売日                                 | タイトル                               | 販売形態                               | 規格品番                               | オリコン 最高位                        |
| 鈴木あみ名義 - TRUE KiSS DiSC レーベル | 鈴木あみ名義 - TRUE KiSS DiSC レーベル | 鈴木あみ名義 - TRUE KiSS DiSC レーベル | 鈴木あみ名義 - TRUE KiSS DiSC レーベル | 鈴木あみ名義 - TRUE KiSS DiSC レーベル | 鈴木あみ名義 - TRUE KiSS DiSC レーベル |
| -------------------------------------- | -------------------------------------- | -------------------------------------- | -------------------------------------- | -------------------------------------- | -------------------------------------- |
| 1st                                    | 1999年3月25日                          | SA                                     | CD                                     | AICT-1050                              | 1位                                    |
| 1st                                    | 1999年4月29日                          | SA                                     | MD                                     | AIYT-9002                              | 1位                                    |
| 1st                                    | 2013年9月11日                          | SA                                     | Blu-spec CD2                           | MHCL-30156                             | 1位                                    |
| 2nd                                    | 2000年2月9日                           | infinity eighteen vol.1                | CD                                     | AICT-1200                              | 1位                                    |
| 2nd                                    | 2013年9月11日                          | infinity eighteen vol.1                | Blu-spec CD2                           | MHCL-30157                             | 1位                                    |
| 3rd                                    | 2000年4月26日                          | INFINITY EIGHTEEN Vol.2                | CD                                     | AICT-1210                              | 2位                                    |
| 鈴木亜美名義 - avex trax レーベル      |                                        |                                        |                                        |                                        |                                        |
| 4th                                    | 2005年10月12日                         | AROUND THE WORLD                       | CD+メンズTシャツ                       | AVCD-17750                             | 5位                                    |
| 4th                                    | 2005年10月12日                         | AROUND THE WORLD                       | CD+レディースTシャツ                   | AVCD-17751                             | 5位                                    |
| 4th                                    | 2005年10月12日                         | AROUND THE WORLD                       | CD+DVD                                 | AVCD-17752/B                           | 5位                                    |
| 4th                                    | 2005年10月12日                         | AROUND THE WORLD                       | CD                                     | AVCD-17753                             | 5位                                    |
| 5th                                    | 2007年3月21日                          | CONNETTA                               | CD+DVD仕様盤A                          | AVCD-23253/B                           | 26位                                   |
| 5th                                    | 2007年3月21日                          | CONNETTA                               | CD+DVD仕様盤B                          | AVCD-23254/B                           | 26位                                   |
| 5th                                    | 2007年3月21日                          | CONNETTA                               | CD                                     | AVCD-23255                             | 26位                                   |
| 6th                                    | 2008年2月6日                           | DOLCE                                  | CD+DVD                                 | AVCD-23432/B                           | 26位                                   |
| 6th                                    | 2008年2月6日                           | DOLCE                                  | CD                                     | AVCD-23433                             | 26位                                   |
| 6th                                    | 2008年2月20日                          | DOLCE                                  | アナログ盤                             | RR12-88515                             | 26位                                   |
| 7th                                    | 2008年11月12日                         | Supreme Show                           | CD+DVD                                 | AVCD-23708/B                           | 16位                                   |
| 7th                                    | 2008年11月12日                         | Supreme Show                           | CD                                     | AVCD-23709                             | 16位                                   |
| 7th                                    | 2008年11月12日                         | Supreme Show                           | CD+DVD (ファンクラブ限定盤)            | AVC1-23710/B                           | 16位                                   |

#### ミニアルバム
| 枚                                | 発売日                            | タイトル                          | 販売形態                          | 規格品番                          | オリコン 最高位                   |
| 鈴木亜美名義 - avex trax レーベル | 鈴木亜美名義 - avex trax レーベル | 鈴木亜美名義 - avex trax レーベル | 鈴木亜美名義 - avex trax レーベル | 鈴木亜美名義 - avex trax レーベル | 鈴木亜美名義 - avex trax レーベル |
| --------------------------------- | --------------------------------- | --------------------------------- | --------------------------------- | --------------------------------- | --------------------------------- |
| 4th                               | 2013年2月6日                      | Snow Ring                         | CD+DVD                            | AVCD-38649/B                      | 78位                              |
| 4th                               | 2013年2月6日                      | Snow Ring                         | CD                                | AVCD-38650                        | 78位                              |

#### ベストアルバム
| 1st                               | 2001年5月30日 | FUN for FAN   | CD     | AICT-1320    | 1位  |
| 鈴木亜美名義 - avex trax レーベル |               |               |        |              |      |
| 2nd                               | 2011年12月7日 | Ami Selection | CD+DVD | AVCD-38380/B | 43位 |
| 2nd                               | 2011年12月7日 | Ami Selection | CD     | AVCD-38381   | 43位 |

#### リミックスアルバム
| 枚  | 発売日        | タイトル   | 規格品番   | オリコン 最高位 |
| --- | ------------- | ---------- | ---------- | --------------- |
| 1st | 2006年3月29日 | AMIx WORLD | AVCD-17937 | 83位            |

#### ボックス・セット
| 発売日         | タイトル                                | 規格品番        | オリコン 最高位 | 備考 |
| -------------- | --------------------------------------- | --------------- | --------------- | --- |
| 2005年9月7日   | BAZOOKA 17                              | AIBL-9111～9119 | 224位           | ソニーミュージック時代にリリースした全アルバム4枚とDVD5枚で構成。                                                                             |
| 2023年12月20日 | 2SA ～Ami Suzuki 25th Anniversary BOX～ | AVCD-63493/B    | 170位           | エイベックスオリジナルアルバム初デジタルリマスター全5枚および配信限定曲未発表音源を含むCD7枚、全MVやその他の映像が収録されているBD2枚で構成。 |

#### その他のアルバム
| 発売日        | タイトル | 規格品番   | オリコン 最高位 | 備考                                                                            |
| ------------- | -------- | ---------- | --------------- | ------------------------------------------------------------------------------- |
| 2010年7月21日 | BLOOMING | AVCD-38094 | 154位           | 「DJ Ami Suzuki」名義での他のアーティストより楽曲をミックスしているオムニバス。 |

### 参加作品
| 発売日         | 商品名                                                | 歌 | 楽曲                                                 | 備考                                                                    |
| -------------- | ----------------------------------------------------- | --- | ---------------------------------------------------- | ----------------------------------------------------------------------- |
| 2006年12月6日  | a-mania 〜パね! for SKIP J-TRANCE〜                   | 鈴木亜美 | 「AROUND THE WORLD [SHAM-POO vs. HEAVENS WiRE RMX]」 |                                                                         |
| 2007年2月14日  | ザ・ベスト・オブ 東京プリン その2                     | 東京プリン | 「東京プリンが10周年」                               | ゲストボーカルとして参加                                                |
| 2007年3月7日   | Disneymania presents POP PARADE JAPAN                 | 鈴木亜美 | 「Zip-a-Dee-Doo-Dah」                                |                                                                         |
| 2007年11月14日 | Disney's FABDELIGHT Christmas                         | 鈴木亜美 | 「美女と野獣」                                       |                                                                         |
| 2010年2月24日  | TOKYO GIRLS COLLECTION 10th Anniversary Runway Anthem | 鈴木亜美 | 「Can't Get You Out Of My Head」                     | カイリー・ミノーグのカヴァー                                            |
| 2010年4月7日   | house nation -3rd Anniversary-                        | Phoenix 2:00AM feat. Ami Suzuki | 「Living In The Castle」                             | 2010年3月6日・7日に開催イベント『戦国武将祭』テーマソング               |
| 2010年8月20日  | THX A LOT                                             | a-nation's party | 「THX A LOT」                                        | ライブフェス『a-nation '10』公式テーマソング。配信限定でのリリース      |
| 2011年5月4日   | Digitalian is eating breakfast 2                      | a-nation's party | 「THX a LOT (Album Version)」                        |                                                                         |
| 2010年7月7日   | D.I.S.K.                                              | YUMMY feat. Ami Suzuki | 「You Make A Magic」                                 |                                                                         |
| 2016年9月7日   | ザ・ピーナッツ トリビュート・ソングス                 | 鈴木亜美、藤本美貴 | 「恋のオフェリア」                                   | ザ・ピーナッツのカヴァー                                                |
| 2021年2⽉15⽇  | My Hero ～奇跡の唄～                                  | ISSA、 大野雄大&花村想太、尾崎裕哉、河村隆一、木山裕策、鬼龍院翔、KEIKO、倖田來未、サンプラザ中野くん、鈴⽊亜美、新羅慎⼆、HIKAKIN & SEIKIN、ピコ太郎、hitomi、Beverly、FANTASTICS from EXILE TRIBE、松浦航大、Miracle Vell Magic、持田香織、YU-KI、YUKA、 LECこども合唱団、Hinata、小児がんを経験され克服した子供たち、エイベックス・アーティストアカデミー生 | 「My Hero ～奇跡の唄～」                             | 小児がん治療支援チャリティーライヴ『LIVE EMPOWER CHILDREN』テーマソング |

### 映像作品

#### PV集
| 発売日                                 | タイトル                               | 販売形態                               | 規格品番                               | オリコン 最高位                        |
| 鈴木あみ名義 - TRUE KiSS DiSC レーベル | 鈴木あみ名義 - TRUE KiSS DiSC レーベル | 鈴木あみ名義 - TRUE KiSS DiSC レーベル | 鈴木あみ名義 - TRUE KiSS DiSC レーベル | 鈴木あみ名義 - TRUE KiSS DiSC レーベル |
| -------------------------------------- | -------------------------------------- | -------------------------------------- | -------------------------------------- | -------------------------------------- |
| 2001年7月1日                           | Video Clips FUN for FAN                | DVD                                    | AIBT-9012                              | 1位                                    |
| 2001年7月1日                           | Video Clips FUN for FAN                | VHS                                    | AIVT-3031                              | 1位                                    |
| 鈴木亜美名義 - avex trax レーベル      |                                        |                                        |                                        |                                        |
| 2008年2月6日                           | join clips                             | DVD                                    | AVBD-91513                             | 41位                                   |

#### ライブ映像
| 発売日                                 | タイトル                                             | 販売形態                               | 規格品番                               | 規格品番                               | オリコン 最高位                        |
| 発売日                                 | タイトル                                             | 販売形態                               | 初回限定盤                             | 通常盤                                 | オリコン 最高位                        |
| 鈴木あみ名義 - TRUE KiSS DiSC レーベル | 鈴木あみ名義 - TRUE KiSS DiSC レーベル               | 鈴木あみ名義 - TRUE KiSS DiSC レーベル | 鈴木あみ名義 - TRUE KiSS DiSC レーベル | 鈴木あみ名義 - TRUE KiSS DiSC レーベル | 鈴木あみ名義 - TRUE KiSS DiSC レーベル |
| -------------------------------------- | ---------------------------------------------------- | -------------------------------------- | -------------------------------------- | -------------------------------------- | -------------------------------------- |
| 2000年11月1日                          | AMIGO'S PARLOR SHAKE SHAKE SHAKE                     | DVD                                    | AIBT-9005                              | AIBT-9006                              | -位                                    |
| 2000年11月1日                          | AMIGO'S PARLOR SHAKE SHAKE SHAKE                     | VHS                                    |                                        | AIVT-3026                              | -位                                    |
| 2000年12月23日                         | AMI-GO-ROUND TOUR                                    | DVD                                    | AIBT-9007                              | -位                                    |                                        |
| 2000年12月23日                         | AMI-GO-ROUND TOUR                                    | VHS                                    | AIVT-3027                              | -位                                    |                                        |
| 鈴木亜美名義 - インディーズ            |                                                      |                                        |                                        |                                        |                                        |
| 2004年11月17日                         | 2004 SUMMER FLY HIGH -ami shower-                    | DVD                                    |                                        | ANYD-12001                             | -位                                    |
| 鈴木亜美名義 - avex trax レーベル      |                                                      |                                        |                                        |                                        |                                        |
| 2006年2月8日                           | SUZUKI AMI AROUND THE WORLD ～LIVE HOUSE TOUR 2005～ | DVD                                    |                                        | AVBD-91361                             | 16位                                   |

### 写真集・書籍
- AmiGo（1999年、ワニブックス、ISBN 4847025180）初写真集で初動部数25万部を売り上げ年間の写真集売り上げ部数でも1位に※ワニブックス
- 鈴木あみ史上最強ムックamix（2000年、集英社、ISBN 4081020337）
- 鈴木あみ写真集 亜美'02夏（2002年、文藝春秋、ISBN 4163589805）
- ami book（2003年、文藝春秋、ISBN 4163654909）
- 強いキズナ（2004年、文藝春秋、ISBN 4163660003）
- かわいい妊婦の安産レシピ: Ami's Recipe Book（2017年、小学館、ISBN 4091037895）

## タイアップ一覧
| 曲名                              | タイアップ                                                                       |
| --------------------------------- | -------------------------------------------------------------------------------- |
| love the island                   | グアム政府観光局「グアム大夏祭 '98キャンペーン」CMソング                         |
| alone in my room                  | グアム政府観光局「'98ウィンターキャンペーン」CMソング                            |
| alone in my room                  | テレビ東京系「ASAYAN」オープニングテーマ                                         |
| all night long                    | アルペン「kissmark」CMソング                                                     |
| white key                         | アルペン「kissmark」CMソング                                                     |
| Nothing Without You               | テクモ社ゲーム「モンスターファーム2」CMソング                                    |
| Don't leave me behind             | Kodak「春のキャンペーン」CMソング                                                |
| Silent Stream                     | アサヒ飲料「バヤリースオレンジ」CMソング                                         |
| BE TOGETHER                       | モスバーガー「夏のキャンペーン」CMソング                                         |
| OUR DAYS                          | カネボウ「プロスタイル」CMソング                                                 |
| Rain of Tears                     | Kodak CMソング                                                                   |
| HAPPY NEW MILLENNIUM              | カネボウホームプロダクツ「プロスタイル」CMソング                                 |
| Don't need to say good bye        | アサヒ飲料「バヤリース純粋仕立てグレープフルーツ」CMソング                       |
| My wish -if you wanna be with me- | 財団法人省エネルギーセンター「冬季キャンペーン」CMソング                         |
| THANK YOU 4 EVERY DAY EVERY BODY  | Kodak「スナップキッズ」CMソング                                                  |
| I really wanna tell               | カネボウホームプロダクツ「プロスタイルシャンプー」CMソング                       |
| Reality                           | ブルボン「チョコでつつんだシリーズ」CMソング                                     |
| Dancin' in Hip-Hop                | カネボウホームプロダクツ「プロスタイルフォーミングワックス」CMソング             |
| Eventful                          | 日本テレビ系「音楽戦士 MUSIC FIGHTER」2005年6月オープニングテーマ                |
| ねがいごと                        | TBS系「恋するハニカミ!」2005年8月テーマソング                                    |
| Times                             | ネクサスウェブマーケティング「N's STREET」CMソング                               |
| AROUND THE WORLD                  | 日本テレビ系「音楽戦士 MUSIC FIGHTER」2005年10月オープニングテーマ               |
| Happiness is...                   | 『スヌーピーライフデザイン展 Happiness is the 55th Anniversary』イメージソング   |
| Crystal                           | 日本テレビ系「落下女」エンディングテーマ                                         |
| To be Free                        | 文化放送「まるごとステーション」テーマソング                                     |
| Place                             | JR北海道CMソング                                                                 |
| Fantastic                         | よみうりテレビ・日本テレビ系アニメ「ブラックジャック」オープニングテーマ         |
| Alright!                          | 日本テレビ系「いただきマッスル!」2006年5月エンディングテーマ                     |
| Alright!                          | 日本テレビ系「音楽戦士 MUSIC FIGHTER」2006年5月POWER PLAY                        |
| Alright!                          | エムティーアイ「music.jp」CMソング                                               |
| Like a Love?                      | 日本テレビ系「ミラクル☆シェイプ」2006年8・9月度エンディングテーマ                |
| Like a Love?                      | 日本テレビ系「海の家@seezoo」イメージソング                                      |
| O.K. Funky God                    | フジテレビ系「魁!音楽番付」オープニングテーマ                                    |
| Peaceお届け!!♡                    | 日本テレビ「第25回横浜国際女子駅伝」イメージソング                               |
| Peaceお届け!!♡                    | テレビ東京系「音時間」エンディングテーマ                                         |
| ONE                               | 日本テレビ系「第28回全国高等学校クイズ選手権」応援ソング                         |
| can't stop the DISCO              | ミスタードーナツ×エイベックス「ドーナッツバクつき」CMソング                      |
| can't stop the DISCO              | テレビ朝日系「業界技術狩人 ギョーテック」エンディングテーマ                      |
| TEN                               | Honda Cars 2008年10月 - 12月キャンペーン タイアップCM                            |
| KISS KISS KISS                    | 『X“202” presents “HOUSE NATION × Ami Suzuki” Tour』2009年10月ツアーテーマソング |
| Future                            | 日成アドバンスCMソング                                                           |
| Snow Ring                         | DropWaveゲームアプリ「マキナ×ドールズ」テーマソング                              |
| Snow Ring                         | 日成アドバンスCMソング                                                           |
| Drip                              | 映画『初めての珈琲～第一杯珈琲～』主題歌                                         |

## ライブ公演

### ワンマンライブ
| 公演年 | タイトル                                                  | 公演規模・会場                                   |
| ------ | --------------------------------------------------------- | ------------------------------------------------ |
| 2007年 | COUNTDOWN BIRTHDAY LIVE “Happy 25th anniversary”          | 2月8日 duo music exchange 東京都                 |
| 2008年 | COUNTDOWN BIRTHDAY LIVE “Happy 26th anniversary”          | 2月8日 duo music exchange 2月14日 BIG CAT 大阪府 |
| 2009年 | HAPPY 27th ANNIVERSARY 〜Supreme Show & Countdown Party〜 | 2月8日 SHIBUYA AX 東京都                         |
| 2010年 | HAPPY 28th Ami Suzuki Anniversary Live                    | 2月8日 恵比寿LIQUIDROOM                          |
| 2011年 | Ami Suzuki 29th Anniversary Live                          | 2月9日 恵比寿LIQUIDROOM                          |
| 2012年 | Ami Suzuki Happy Anniversary Birthday Party               | 2月9日 Peter（THE PENINSULA TOKYO）東京都        |
| 2013年 | 鈴木亜美 Anniversary LIVE & DINNER 2013                   | 2月16日 六本木LE.G.A 東京都                      |
| 2015年 | 鈴木のぱぁてぃ～LIVE&DINNER 2015だょ～                    | 3月29日 ELE TOKYO 東京都                         |

## 出演

### テレビドラマ
- 深く潜れ〜八犬伝2001〜 （2000年、NHK総合テレビ　ドラマDモード）- 主演・井上香美 役
- スカルマン〜闇の序章〜 （2007年、フジテレビ）- 主演・高明寺倫子 役
- マグノリアの花の下で （2007年、日韓合作ドラマ） - 主演・ミキ 役
- いつもキモチにスイッチを 第3話（2007年、BSフジ）- 片倉景子 役
- おいしいデパ地下 （2008年、テレビ朝日）- 主演・斐馬真理 役
- 音女（オトメ） （2008年、テレビ朝日）
- 7人の女弁護士 第2シリーズ 第1話（2008年、テレビ朝日）- 田代睦美 役
- ラブレター 〜愛の劇場 40周年記念番組〜 （2008年11月-2009年2月、TBS） - 主演・田所美波 役（ナレーションも担当）
- 世にも奇妙な物語 '09春の特別編「真夜中の殺人者」（2009年、フジテレビ）
- LOVE GAME 第3話（2009年、日本テレビ） - 弥生 椿 役
- おひとりさま（2009年10月-12月、TBS) - 青木ちひろ 役
- FACE MAKER 第9話（2010年12月2日、読売テレビ） - 如月信子→岡本あゆみ 役
- 新・警視庁捜査一課9係 season3 第3話（2011年7月20日、テレビ朝日）- 金沢美里 役
- 桜蘭高校ホスト部 第1話・第7話 (2011年7月-、TBS) - 藤岡琴子 役
- クルマのふたり〜TOKYO DRIVE STORIES 第3話 (TwellV、2011年11月19日) - 秋乃 役
- 科捜研の女（テレビ朝日）
  - Season 11 第8話（2011年12月8日）- 原口衿果 役
  - Season 20 第3話（2020年11月5日）- 長谷川希美 役[39]
- 極主夫道 第3話（2020年10月25日、読売テレビ制作・日本テレビ）- 千金楽綾香 役[40]
- ゲキカラドウ 最終話（2021年3月25日、テレビ東京）- 蒙古タンメン中本・店員 役[41]
- ひねくれ女のボッチ飯 第5話（2021年7月23日、テレビ東京） - 新沼聡子 役[42]
- イップス 第6話（2024年5月17日、フジテレビ） - 本人 役[43]

### 舞台・ミュージカル
- ココロノカケラ（2008年）- ナナ 役（主演）
- ブラッド・ブラザーズ（2009年）- リンダ 役
- King of the Blue（2010年） - 鬼族の王・蒼龍 役
- 朗読劇 私の頭の中の消しゴム（2010年）
- ジンギスカン〜わが剣、熱砂を染めよ〜（2011年） - カルカ 役
- 走れメロス（2012年） -田部あつみ 役
- 神州天馬侠（2013年） -咲耶子 役

### 映画
- 虹の女神 Rainbow Song（2006年、東宝） - 久保サユミ 役
- XX（エクスクロス） 魔境伝説（2007年、東映） - 火請愛子 役
- ゴーストライターホテル（2012年） - 亀井めぐみ 役
- 映画 桜蘭高校ホスト部（2012年、ソニー・ピクチャーズ エンタテインメント） - 藤岡琴子 役

### テレビ
- 鈴木あみのアイドルダウンロードショー （2000年12月 - 2001年03月、BSフジ）
- 人気者でいこう! （朝日放送、クイズ・あみ〜ゴあみ〜ゴ コーナーの司会を担当。）
- 朝だ!生です旅サラダ（2010年12月・マンスリーゲスト、朝日放送）カリフォルニア縦断の旅
- くらしのサプリ!集合!鈴木三姉妹（2011年10月 - 2012年06月、BS朝日）共演：鈴木砂羽、鈴木友菜

### ラジオ
- 鈴木あみ RUN!RUN!あみ〜ゴ!（1998年10月9日 - 2001年3月25日、ニッポン放送）
- ニッポン食紀行（2014年10月3日 - 、ニッポン放送）
- しんドル（2005年3月のマンスリーパーソナリティ、JFN系）
- あみ♥なり（2006年10月 - 2007年9月、JFN系「レディオ・トライアングル」枠内）
- RUN AMI SUPER（2003年11月14日 - 2004年3月26日、会員制有料サイト「ami safari」でのネットラジオ）

### CM
- グアム政府観光局“グアム大夏祭/グアムラブクリスマスキャンペーン”（1998年6月−1998年12月&2001年1月−2001年6月）
- Alpenスノーボードブランド“kissmark”（1998年10月−1999年1月）
- テクモ・プレイステーションソフト“モンスターファーム2”（1999年2月−1999年4月）
- アサヒ飲料“バヤリース”（1999年3月−2000年12月）
- ハウス食品“プチッカー”（1999年3月−1999年12月）
- Kodak・ミッフィーバッグプレゼント/スナップキッズ春ぴょんクロックプレゼント ほか（1999年4月−2001年3月）
- モスバーガー・サマーキャンペーン(1999年7月)
- カネボウ化粧品“プロスタイル”（1999年9月−2001年6月）
- 財団法人省エネルギーセンター“冬季省エネキャンペーン/夏の省エネキャンペーン”（2000年2月/2000年8月）
- ブルボン“チョコで包んだ”シリーズ（2000年9月−）
- ブルボン“チョトス”（2001年2月−2001年6月）
- MUSIC年JP・携帯着うた配信サイト（2004年11月−2004年12月）
- 株式会社ネクサスウェブマーケティングインターネット・ショッピング・モール“N's STREET”（2005年8月−）
- ミスタードーナツ“エイベックスコラボレーションCDキャンペーン”（2008年7月-）
- 三洋信販・ポケットバンク（2009年5月-）
- いすゞ自動車
- 日成アドバンス（大阪ローカル　2011年-）
- アシックスブランド・レディワーカー2019年キャンペーン（2019年1月-）

### インターネット
- 「エセ肉食女の恋愛事情」（2011年5月20日-、BeeTV） - 桐島玲奈 役

### NHK紅白歌合戦出場歴
| 年度   | 放送回 | 曲目                             | 対戦相手        | 備考 |
| ------ | ------ | -------------------------------- | --------------- | ---- |
| 1999年 | 第50回 | BE TOGETHER                      | L'Arc〜en〜Ciel |      |
| 2000年 | 第51回 | THANK YOU 4 EVERY DAY EVERY BODY | 野猿            |      |
| 2005年 | 第56回 | Delightful                       | 北山たけし      |      |

## 受賞歴
- 1998年
  - 第31回全日本有線放送大賞 新人賞（「alone in my room」）
  - 第31回日本有線大賞 新人賞（「alone in my room」）
  - 第40回日本レコード大賞 新人賞（「alone in my room」）
- 1999年
  - 第32回全日本有線放送大賞 ゴールドリクエスト賞
  - 第32回日本有線大賞 有線音楽優秀賞
- 2000年
  - 第14回日本ゴールドディスク大賞 ポップ・アルバム・オブ・ザ・イヤー（「SA」）
  - 第27回ザテレビジョンドラマアカデミー賞 新人俳優賞（『深く潜れ〜八犬伝2001〜』）
- 2001年
  - 第15回日本ゴールドディスク大賞 ポップ・アルバム・オブ・ザ・イヤー（「infinity eighteen vol.1」）
- 2005年
  - 第2回The Beauty Week Award 歌手部門
  - ベストヒット歌謡祭2005 ゴールドアーティスト賞（ポップス部門）
  - 第38回日本有線大賞 有線音楽賞
  - 第47回日本レコード大賞 金賞（「Eventful」）